# Sport- und Schwimmverein Jahn 2000 Regensburg 2019-2020
Questa voce raccoglie le informazioni riguardanti lo Sport- und Schwimmverein Jahn 2000 Regensburg nelle competizioni ufficiali della stagione 2019-2020.

## Stagione
Nella stagione 2019-2020 il Jahn Regensburg, allenato da Mersad Selimbegović, concluse il campionato di 2. Bundesliga al 12º posto. In Coppa di Germania il Jahn Regensburg fu eliminato al primo turno dal Saarbrücken.

## Rosa
| N. |                       | Ruolo | Calciatore       |
| -- | --------------------- | ----- | ---------------- |
| 1  | Germania (bandiera)   | P     | Alexander Meyer  |
| 5  | Germania (bandiera)   | C     | Benedikt Gimber  |
| 6  | Germania (bandiera)   | D     | Benedikt Saller  |
| 7  | Germania (bandiera)   | C     | Max Besuschkow   |
| 8  | Germania (bandiera)   | C     | Andreas Geipl    |
| 9  | Germania (bandiera)   | A     | Jann George      |
| 10 | Germania (bandiera)   | A     | Julian Derstroff |
| 11 | Germania (bandiera)   | D     | Florian Heister  |
| 13 | Germania (bandiera)   | D     | Erik Wekesser    |
| 14 | Portogallo (bandiera) | D     | Marcel Correia   |
| 15 | Germania (bandiera)   | A     | Marco Grüttner   |
| 16 | Lituania (bandiera)   | D     | Markus Palionis  |
| 17 | Germania (bandiera)   | D     | Oliver Hein      |
| 18 | Germania (bandiera)   | C     | Marc Lais        |

| N. |                        | Ruolo | Calciatore                 |
| -- | ---------------------- | ----- | -------------------------- |
| 19 | Danimarca (bandiera)   | A     | Andreas Albers             |
| 20 | Germania (bandiera)    | A     | Federico Palacios-Martínez |
| 21 | Germania (bandiera)    | A     | Jan-Marc Schneider         |
| 22 | Germania (bandiera)    | A     | Sebastian Stolze           |
| 23 | Germania (bandiera)    | C     | Nicolas Wähling            |
| 24 | Germania (bandiera)    | A     | Aaron Seydel               |
| 26 | Grecia (bandiera)      | A     | Charalambos Makridis       |
| 28 | Germania (bandiera)    | D     | Sebastian Nachreiner       |
| 30 | Germania (bandiera)    | P     | Kevin Kunz                 |
| 31 | Germania (bandiera)    | D     | Tom Baack                  |
| 32 | Germania (bandiera)    | P     | Alexander Weidinger        |
| 34 | Germania (bandiera)    | D     | Tim Knipping               |
| 36 | Inghilterra (bandiera) | D     | Chima Okoroji              |
| 39 | Germania (bandiera)    | P     | Julio Peutler              |

## Organigramma societario
Area tecnica
- Allenatore: Mersad Selimbegović
- Allenatore in seconda: Sebastian Dreier, Andreas Gehlen, Jonas Maier
- Preparatore dei portieri: Kristian Barbuščák
- Preparatori atletici:

## Calciomercato

### Sessione estiva
| Acquisti | Acquisti                   | Acquisti             | Acquisti |
| R.       | Nome                       | da                   | Modalità |
| -------- | -------------------------- | -------------------- | -------- |
| A        | Federico Palacios-Martínez | Norimberga           |          |
| C        | Benedikt Gimber            | Ingolstadt 04        |          |
| C        | Nicolas Wähling            | Hoffenheim           |          |
| A        | Andreas Albers             | Viborg               |          |
| D        | Tom Baack                  | Bochum               |          |
| C        | Max Besuschkow             | Union Saint-Gilloise |          |
| D        | Florian Heister            | Steinbach            |          |
| D        | Tim Knipping               | Sandhausen           |          |
| P        | Alexander Meyer            | Stoccarda            |          |
| D        | Chima Okoroji              | Friburgo             |          |
| A        | Jan-Marc Schneider         | St. Pauli            |          |
| D        | Dominic Volkmer            | Carl Zeiss Jena      |          |
| D        | Erik Wekesser              | Astoria Walldorf     |          |

| Cessioni | Cessioni              | Cessioni         | Cessioni |
| R.       | Nome                  | a                | Modalità |
| -------- | --------------------- | ---------------- | -------- |
| D        | Dominic Volkmer       | Carl Zeiss Jena  |          |
| A        | Sargis Adamyan        | Hoffenheim       |          |
| A        | Hamadi Al Ghaddioui   | Stoccarda        |          |
| C        | André Dej             | Viktoria Colonia |          |
| C        | Adrian Fein           | Amburgo          |          |
| D        | Jonas Föhrenbach      | Heidenheim       |          |
| A        | Haris Hyseni          | Ulma             |          |
| A        | Jonas Nietfeld        | Hallescher       |          |
| D        | Ali Odabas            | Zwickau          |          |
| P        | Philipp Pentke        | Hoffenheim       |          |
| D        | Asger Sørensen        | Salisburgo       |          |
| C        | Maximilian Thalhammer | Ingolstadt 04    |          |
| A        | Albion Vrenezi        | Kickers Würzburg |          |

### Sessione invernale
| Acquisti | Acquisti             | Acquisti            | Acquisti |
| R.       | Nome                 | da                  | Modalità |
| -------- | -------------------- | ------------------- | -------- |
| P        | Kevin Kunz           | Austria Lustenau    |          |
| A        | Charalambos Makridis | Borussia M'gladbach |          |
| A        | Aaron Seydel         | Magonza             |          |

| Cessioni | Cessioni          | Cessioni         | Cessioni |
| R.       | Nome              | a                | Modalità |
| -------- | ----------------- | ---------------- | -------- |
| D        | Alexander Nandzik | Kaiserslautern   |          |
| P        | André Weis        | Viktoria Colonia |          |

## Risultati

### 2. Bundesliga

#### Girone di andata
| Arbitro: | Schröder |

|                                 |           |                 |
| Saller 42’ Stolze 50’ Baack 90’ | Marcatori | 75’ (rig.) Blum |

| Arbitro: | Schlager |

|              |           |            |
| Weydandt 66’ | Marcatori | 79’ Albers |

| Arbitro: | Fritz |

|           |           |  |
| Green 74’ | Marcatori |  |

| Arbitro: | Müller |

|                |           |                                    |
| Besuschkow 46’ | Marcatori | 43’ Edmundsson 63’ Prietl 83’ Yabo |

| Arbitro: | Siebert |

|  |           |                                                   |
|  | Marcatori | 34’, 60’, 76’ Grüttner 42’ (aut.) Kuhn 85’ George |

| Arbitro: | Stieler |

|                                             |           |                                          |
| Besuschkow 71’ (rig.) Palacios-Martínez 90’ | Marcatori | 24’ González 76’ Badstuber 90’ Ghaddioui |

| Arbitro: | Kempter |

|                     |           |            |
| Koné 55’ Ballas 88’ | Marcatori | 27’ George |

| Arbitro: | Welz |

|                       |           |                                |
| Stolze 29’ Albers 85’ | Marcatori | 72’ (aut.) Nachreiner 75’ Hunt |

| Arbitro: | Waschitzki-Günther |

|          |           |                       |
| Baku 16’ | Marcatori | 30’ George 87’ Albers |

| Arbitro: | Siewer |

|              |           |  |
| Grüttner 58’ | Marcatori |  |

| Arbitro: | Alt |

|             |           |               |
| Behrens 38’ | Marcatori | 90’ Schneider |

| Arbitro: | Kampka |

|                                        |           |                            |
| Schneider 34’ Grüttner 43’ Okoroji 53’ | Marcatori | 49’ Álvarez 63’, 72’ Heyer |

| Arbitro: | Sather |

|                 |           |                             |
| Dursun 88’, 90’ | Marcatori | 15’ (aut.) Đumić 90’ Albers |

| Arbitro: | Zwayer |

|                                    |           |              |
| Knipping 45’ Albers 74’ George 85’ | Marcatori | 62’ Multhaup |

| Arbitro: | Aarnink |

|                                        |           |                |
| Fink 17’ Hofmann 21’, 56’ Wanitzek 90’ | Marcatori | 70’ Besuschkow |

| Arbitro: | Waschitzki-Günther |

|              |           |  |
| Grüttner 42’ | Marcatori |  |

| Arbitro: | Pfeifer |

|             |           |  |
| Gonther 44’ | Marcatori |  |

#### Girone di ritorno
| Arbitro: | Reichel |

|                          |           |                            |
| Ganvoula 42’ Losilla 83’ | Marcatori | 15’, 64’ Stolze 32’ Albers |

| Arbitro: | Alt |

|                       |           |  |
| Besuschkow 45’ (rig.) | Marcatori |  |

| Arbitro: | Waschitzki-Günther |

|  |           |                        |
|  | Marcatori | 11’ Wittek 15’ Nielsen |

| Arbitro: | Stegemann |

|                                                                              |           |  |
| Soukou 15’ Edmundsson 35’ Prietl 65’ Correia 86’ (aut.) Yabo 87’ Brunner 90’ | Marcatori |  |

| Arbitro: | Sather |

|              |           |  |
| Wekesser 52’ | Marcatori |  |

| Arbitro: | Osmers |

|                       |           |  |
| Didavi 58’ Castro 59’ | Marcatori |  |

| Arbitro: | Winkmann |

|              |           |                          |
| Wekesser 63’ | Marcatori | 70’ Schmidt 77’ Makienok |

| Arbitro: | Aarnink |

|                        |           |              |
| Letschert 24’ Hunt 50’ | Marcatori | 40’ Grüttner |

| Arbitro: | Petersen |

|                              |           |                   |
| Stolze 75’ Albers 90’ (rig.) | Marcatori | 3’ Lee 58’ Porath |

| Sandhausen 23 maggio 2020, ore 13:00 CEST 27ª giornata | Sandhausen | 0 – 0 referto | Jahn Ratisbona | Hardtwaldstadion (0 spett.)\| Arbitro: \| Schlager \| |
| Arbitro:                                               | Schlager   |               |                |                                                       |

| Arbitro: | Bacher |

|                       |           |                               |
| Albers 44’ Stolze 48’ | Marcatori | 11’ Ishak 90’ (aut.) Knipping |

| Arbitro: | Winter |

|                  |           |                                 |
| Álvarez 67’, 70’ | Marcatori | 8’ Stolze 37’ (rig.) Besuschkow |

| Arbitro: | Badstübner |

|                                      |           |  |
| Correia 7’ Besuschkow 52’ George 77’ | Marcatori |  |

| Arbitro: | Brych |

|                                               |           |            |
| Leipertz 2’ Kleindienst 65’, 81’ Schimmer 86’ | Marcatori | 75’ Seydel |

| Arbitro: | Cortus |

|                         |           |           |
| Wekesser 42’ Stolze 62’ | Marcatori | 77’ Gueye |

| Arbitro: | Heft |

|                 |           |          |
| Diamantakos 11’ | Marcatori | 27’ Hein |

| Arbitro: | Pfeifer |

|             |           |                            |
| Makridis 2’ | Marcatori | 45’ Testroet 87’ Zulechner |

### Coppa di Germania
| Arbitro: | Waschitzki-Günther |

|                            |           |                                    |
| Jurcher 53’, 90’ Zeitz 76’ | Marcatori | 64’ (rig.) Besuschkow 74’ Grüttner |

## Statistiche

### Statistiche di squadra
| Competizione      | Punti | In casa | In casa | In casa | In casa | In casa | In casa | In trasferta | In trasferta | In trasferta | In trasferta | In trasferta | In trasferta | Totale | Totale | Totale | Totale | Totale | Totale | DR |
| Competizione      | Punti | G       | V       | N       | P       | Gf      | Gs      | G            | V            | N            | P            | Gf           | Gs           | G      | V      | N      | P      | Gf     | Gs     | DR |
| ----------------- | ----- | ------- | ------- | ------- | ------- | ------- | ------- | ------------ | ------------ | ------------ | ------------ | ------------ | ------------ | ------ | ------ | ------ | ------ | ------ | ------ | -- |
| 2. Bundesliga     | 43    | 17      | 8       | 4       | 5       | 29      | 24      | 17           | 3            | 6            | 8            | 21           | 32           | 34     | 11     | 10     | 13     | 50     | 56     | -6 |
| Coppa di Germania | -     | 0       | 0       | 0       | 0       | 0       | 0       | 1            | 0            | 0            | 1            | 2            | 3            | 1      | 0      | 0      | 1      | 2      | 3      | -1 |
| Totale            | 43    | 17      | 8       | 4       | 5       | 29      | 24      | 18           | 3            | 6            | 9            | 23           | 35           | 35     | 11     | 10     | 14     | 52     | 59     | -7 |

### Andamento in campionato
| Giornata  | 1 | 2 | 3  | 4  | 5 | 6  | 7  | 8  | 9  | 10 | 11 | 12 | 13 | 14 | 15 | 16 | 17 | 18 | 19 | 20 | 21 | 22 | 23 | 24 | 25 | 26 | 27 | 28 | 29 | 30 | 31 | 32 | 33 | 34 |
| --------- | - | - | -- | -- | - | -- | -- | -- | -- | -- | -- | -- | -- | -- | -- | -- | -- | -- | -- | -- | -- | -- | -- | -- | -- | -- | -- | -- | -- | -- | -- | -- | -- | -- |
| Luogo     | C | T | T  | C  | T | C  | T  | C  | T  | C  | T  | C  | T  | C  | T  | C  | T  | T  | C  | C  | T  | C  | T  | C  | T  | C  | T  | C  | T  | C  | T  | C  | T  | C  |
| Risultato | V | N | P  | P  | V | P  | P  | N  | V  | V  | N  | N  | N  | V  | P  | V  | P  | V  | V  | P  | P  | V  | P  | P  | P  | N  | N  | N  | N  | V  | P  | V  | N  | P  |
| Posizione | 1 | 5 | 10 | 13 | 8 | 12 | 14 | 13 | 10 | 5  | 6  | 7  | 7  | 5  | 8  | 6  | 8  | 7  | 5  | 7  | 8  | 6  | 8  | 9  | 10 | 11 | 10 | 11 | 12 | 12 | 12 | 10 | 10 | 12 |

Legenda:

Luogo: C = Casa; T = Trasferta. Risultato: V = Vittoria; N = Pareggio; P = Sconfitta.

### Statistiche dei giocatori
| Giocatore            | 2. Bundesliga | 2. Bundesliga | 2. Bundesliga | 2. Bundesliga | Coppa di Germania | Coppa di Germania | Coppa di Germania | Coppa di Germania | Totale   | Totale | Totale      | Totale     |
| Giocatore            | Presenze      | Reti          | Ammonizioni   | Espulsioni    | Presenze          | Reti              | Ammonizioni       | Espulsioni        | Presenze | Reti   | Ammonizioni | Espulsioni |
| -------------------- | ------------- | ------------- | ------------- | ------------- | ----------------- | ----------------- | ----------------- | ----------------- | -------- | ------ | ----------- | ---------- |
| A. Albers            | 33            | 8             | 2             | 0             | 1                 | 0                 | 0                 | 0                 | 34       | 8      | 2           | 0          |
| T. Baack             | 4             | 1             | 1             | 0             | 0                 | 0                 | 0                 | 0                 | 4        | 1      | 1           | 0          |
| A. Becker            | 0             | 0             | 0             | 0             | 0                 | 0                 | 0                 | 0                 | 0        | 0      | 0           | 0          |
| M. Besuschkow        | 32            | 6             | 9             | 0             | 1                 | 1                 | 0                 | 1                 | 33       | 7      | 9           | 1          |
| M. Correia           | 31            | 1             | 6             | 0             | 0                 | 0                 | 0                 | 0                 | 31       | 1      | 6           | 0          |
| J. Derstroff         | 11            | 0             | 2             | 0             | 0                 | 0                 | 0                 | 0                 | 11       | 0      | 2           | 0          |
| A. Geipl             | 25            | 0             | 5             | 1             | 1                 | 0                 | 0                 | 1                 | 26       | 0      | 5           | 2          |
| J. George            | 27            | 5             | 3             | 0             | 1                 | 0                 | 0                 | 0                 | 28       | 5      | 3           | 0          |
| B. Gimber            | 22            | 0             | 11            | 0             | 0                 | 0                 | 0                 | 0                 | 22       | 0      | 11          | 0          |
| M. Grüttner          | 32            | 7             | 8             | 0             | 1                 | 1                 | 0                 | 0                 | 33       | 8      | 8           | 0          |
| O. Hein              | 15            | 1             | 1             | 0             | 1                 | 0                 | 1                 | 0                 | 16       | 1      | 2           | 0          |
| F. Heister           | 9             | 0             | 1             | 0             | 0                 | 0                 | 0                 | 0                 | 9        | 0      | 1           | 0          |
| T. Knipping          | 15            | 1             | 2             | 0             | 0                 | 0                 | 0                 | 0                 | 15       | 1      | 2           | 0          |
| K. Kunz              | 0             | 0             | 0             | 0             | 0                 | 0                 | 0                 | 0                 | 0        | 0      | 0           | 0          |
| M. Lais              | 6             | 0             | 1             | 0             | 1                 | 0                 | 0                 | 0                 | 7        | 0      | 1           | 0          |
| C. Makridis          | 9             | 1             | 1             | 0             | 0                 | 0                 | 0                 | 0                 | 9        | 1      | 1           | 0          |
| A. Meyer             | 31            | 0             | 1             | 0             | 1                 | 0                 | 0                 | 0                 | 32       | 0      | 1           | 0          |
| S. Nachreiner        | 30            | 0             | 6             | 0             | 0                 | 0                 | 0                 | 0                 | 30       | 0      | 6           | 0          |
| A. Nandzik           | 3             | 0             | 0             | 0             | 0                 | 0                 | 0                 | 0                 | 3        | 0      | 0           | 0          |
| C. Okoroji           | 34            | 1             | 4             | 0             | 1                 | 0                 | 0                 | 0                 | 35       | 1      | 4           | 0          |
| F. Palacios-Martínez | 8             | 1             | 0             | 0             | 0                 | 0                 | 0                 | 0                 | 8        | 1      | 0           | 0          |
| M. Palionis          | 2             | 0             | 0             | 0             | 1                 | 0                 | 0                 | 0                 | 3        | 0      | 0           | 0          |
| J. Peutler           | 0             | 0             | 0             | 0             | 0                 | 0                 | 0                 | 0                 | 0        | 0      | 0           | 0          |
| B. Saller            | 28            | 1             | 12            | 0             | 1                 | 0                 | 0                 | 0                 | 29       | 1      | 12          | 0          |
| J. Schneider         | 13            | 2             | 1             | 0             | 1                 | 0                 | 0                 | 0                 | 14       | 2      | 1           | 0          |
| A. Seydel            | 9             | 1             | 0             | 0             | 0                 | 0                 | 0                 | 0                 | 9        | 1      | 0           | 0          |
| S. Stolze            | 28            | 8             | 4             | 0             | 1                 | 0                 | 0                 | 0                 | 29       | 8      | 4           | 0          |
| D. Volkmer           | 1             | 0             | 0             | 0             | 1                 | 0                 | 0                 | 0                 | 2        | 0      | 0           | 0          |
| A. Weidinger         | 4             | 0             | 0             | 0             | 0                 | 0                 | 0                 | 0                 | 4        | 0      | 0           | 0          |
| A. Weis              | 0             | 0             | 0             | 0             | 0                 | 0                 | 0                 | 0                 | 0        | 0      | 0           | 0          |
| E. Wekesser          | 28            | 3             | 2             | 1             | 0                 | 0                 | 0                 | 0                 | 28       | 3      | 2           | 1          |
| N. Wähling           | 3             | 0             | 0             | 0             | 0                 | 0                 | 0                 | 0                 | 3        | 0      | 0           | 0          |